# Slag bij Blore Heath
De Slag bij Blore Heath was het eerste grootschalige treffen van de Rozenoorlogen, een serie van burgeroorlogen tussen het Huis Lancaster en het Huis York om de troon van Engeland. De slag vond plaats op 23 september 1459.

## Achtergrond
Na de 1e Slag bij St Albans heerste er een onrustige vrede in Engeland. Pogingen om de twee facties nader tot elkaar te brengen bleven zonder noemenswaardig resultaat en beide kampen begonnen hun geduld te verliezen. Toen het jaar 1459 aanbrak, waren beide facties bezig met het rekruteren van gewapende aanhangers. Koningin Margaretha van Anjou, de gemalin van koning Hendrik VI, bleef steun vergaren onder de edelen; waarbij ze haar embleem, de zilveren zwaan, verspreidde. Ondertussen had de leider van de Yorkisten, Richard van York, geen enkele moeite met het vinden van steun, ondanks de zware straf die stond op gewapend verzet tegen de koning.
Het was de bedoeling van de Yorkistische troepen in Yorkshire (geleid door de 5e graaf van Salisbury), die gelegerd waren in Middleham Castle, om een verbinding te bewerkstelligen met de Yorkistische hoofdmacht in het kasteel van Ludlow, Shropshire. Toen Salisbury op weg ging naar Shropshire gaf koningin Margaretha baron Audley de opdracht de Yorkisten te onderscheppen.

## De slag
Baron Audley koos het kale heideveld van Blore Heath om een hinderlaag op te zetten voor de Yorkisten. Op de morgen van 23 september 1459 nam een Lancastriaanse troepenmacht van zes- tot twaalfduizend man defensieve posities in achter een grote heg die langs het zuidwesten van Blore Heath liep. De troepen keken uit richting Newcastle-under-Lyme, vanwaaruit Salisbury zou komen.
Later die dag zagen verkenners van Salisbury Lancastriaanse banieren boven de heg uitsteken en ze waarschuwden Salisbury. De Yorkistische troepenmacht, tussen de drieduizend en zesduizend man sterk, had door dat ze door een veel grotere troepenmacht werd opgewacht. De graaf van Salisbury stelde zijn troepen op in slagorde, net buiten het bereik van Lancastriaanse boogschutters. Om zijn rechterflank te beschermen liet Salisbury zijn voorraadwagens in een cirkelformatie opstellen, zodat de mannen beschermd werden tegen een mogelijke aanval. De Yorkistische soldaten, bang dat er paniek zou uitbreken, zouden de grond waarop ze stonden hebben gekust in de wetenschap dat dit de grond was waarop ze zouden sneuvelen.
De legers naderden elkaar tot op 300 meter en werden gescheiden door een brede, snelstromende beek met steile oevers. Deze beek leek de positie van Audley onneembaar te maken.
Aanvankelijk probeerden beide zijden bloedvergieten te voorkomen en werden onderhandelingen opgestart. Toen deze werden afgebroken, begonnen boogschutters de veldslag door, naar oud middeleeuws gebruik, salvo's uit te wisselen. De afstand tussen de beide legers zorgde er echter voor dat dit weinig effect had. Salisbury wist dat een aanval over de beek gelijkstond aan een zelfmoordactie en bedacht een plan om de vijand te verleiden tot een aanval. Hij liet een deel van zijn troepen ver genoeg terugzakken zodat de Lancastrianen geloofden dat ze zich terugtrokken. De Lancastrianen beantwoordden de manoeuvre met een cavaleriecharge. Op het moment dat de Lancastriaanse cavalerie de beek overstak, gaf Salisbury de terugtrekkende soldaten de opdracht zich in de strijd te werpen. Hoewel niet met zekerheid gezegd kan worden dat Audley opdracht had gegeven tot deze aanval, is wel zeker dat de roekeloze aanval de balans deed omslaan ten gunste van Salisbury. De Lancastrianen leden zware verliezen.
De Lancastrianen trokken zich terug en vielen even later weer aan, deze keer met meer succes. Veel Lancastriaanse troepen slaagden erin de beek over te steken en een moment van hevige gevechten volgde. Tijdens deze gevechten kwam Audley om. Zijn dood leidde ertoe dat het commando over de Lancastriaanse troepen toeviel aan John Sutton, 1e baron Dudley. Dudley gaf 4000 man de opdracht te voet aan te vallen, maar de aanval liep vast. 500 Lancastrianen liepen over en begonnen met het aanvallen van de eigen troepen. Het verzet van de Lancastrianen stortte in, en toen de Yorkisten oprukten, sloegen de Lancastrianen op de vlucht.
De achtervolging van de Lancastrianen door de Yorkisten duurde de hele nacht voort. Het dodental wordt geschat op 3000, waarvan twee derde Lancastriaans. Volgens de overlevering zag de beek in het midden van het slagveld nog drie dagen rood van het bloed.

## Nasleep
Salisbury was bezorgd dat er nog meer Lancastriaanse troepen in de buurt waren en hij was van plan snel naar Ludlow op te rukken. Die nacht sloeg hij zijn kamp op op een heuvel bij het nabijgelegen Market Drayton. De heuvel draagt vandaag zijn naam. Hij zou een plaatselijke monnik hebben ingehuurd om gedurende nacht regelmatig een kanon af te vuren, zodat eventuele Lancastrianen zouden geloven dat het gevecht nog steeds doorging.
Volgens de overlevering had koningin Margaretha de slag gadegeslagen vanaf de kerktoren van Mucklestone, voordat ze op de vlucht sloeg. Ze liet de plaatselijke smid de hoeven van haar paard omslaan, zodat ze haar vlucht kon verbergen. Het aambeeld staat op het kerkhof om deze gebeurtenis te herdenken.
Na de slag werd er een kruis opgericht op de plaats waar Audley was gesneuveld. Dit kruis werd in 1765 vervangen door een stenen exemplaar, dat er tot op de dag van vandaag staat. Audley ligt begraven in Darley Abbey in Derbyshire.
Ieder jaar wordt de veldslag herdacht met een re-enactment van de slag in september.